# Tici Sabí
Tici Sabí (en llatí: Titius Sabinus) va ser un cavaller romà, amic de Germànic Cèsar i, per tant, odiat per Sejà. Formava part de la gens Tícia, una gens romana d'origen plebeu.
Un agent de Sejà, Llatí Latiaris que era amic seu, va aconseguir que critiqués tant a Sejà com a Tiberi i llavors el va trair denunciant les seves paraules. Sabí va ser empresonat i poc després executat i el seu cos tirat al riu Tíber. Els antics escriptors esmenten la fidelitat del gos de Sabí que no va deixar en cap moment al seu amo i quan va ser tirat al riu es va llençar a l'aigua per treure'l.